# Альдрованди, Улиссе

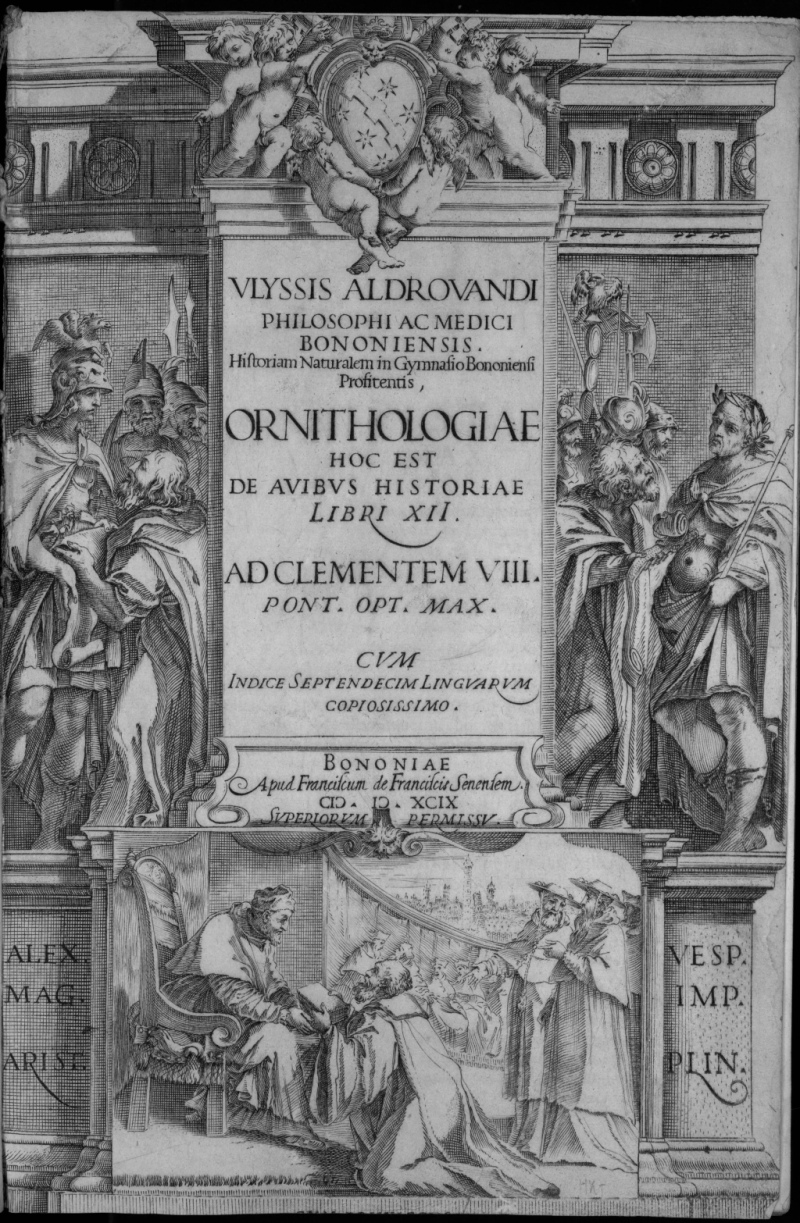
Титульный лист книги У. Альдрованди «Ornithologiae»

Улиссе Альдрованди (итал. Ulisse Aldrovandi, 11 сентября 1522, Болонья, Папская область — 4 мая 1605[…], Болонья, Папская область) — итальянский учёный эпохи Возрождения, гуманист, врач, натуралист, ботаник и энтомолог, зоолог. Основатель ботанического сада в Болонье — одного из первых в Европе.
Карл Линней и Бюффон называли его отцом естествознания.

## Биография
Улиссе Альдрованди происходил из дворянской семьи. Родители предполагали для сына коммерческую карьеру. Готовясь стать нотариусом, как и его отец, он начал изучать гуманитарные науки, логику, философию, юриспруденцию, математику и медицину в университете Болоньи, затем продолжил образование в Падуе.
В июне 1549 Улиссе Альдрованди был обвинён в ереси. С целью избежать наказания, в сентябре того же года учёный публично покаялся, но его всё же арестовали и вызвали в папский суд в Риме. До апреля 1550 года он находился под домашним арестом.
Альдрованди использовал время своего пребывания в Риме для знакомства с местными учёными. Позже он продолжил общение с ними и начал заниматься ботаникой, зоологией и геологией. С 1551 года организовал и возглавил несколько экспедиций в итальянские провинции для сбора гербариев и зарисовки растений. В 1553 году получил учёную степень в области медицины и философии и с 1554 года начал преподавать логику и философию в университете Болоньи. В 1559 году Альдрованди стал профессором философии, а ещё через два года — первым профессором естественных наук в Болонье (lectura philosophiae naturalis ordinaria de fossilibus, plantis et animalibus).
При активном участии учёного было сделано 17 томов зарисовок растений, животных, минералов, а также металлические заготовки для печатания гравюр в научных книгах.
В 1568 году благодаря усилиям Альдрованди в Болонье был основан ботанический сад, сохранившийся до наших дней (Orto Botanico dell’Università), который находился тогда в ведении университета. В коллекции сада сейчас насчитывается около пяти тысяч видов древесных, кустарниковых и травянистых растений.
Альдрованди занимался созданием коллекции гербариев, препарированных в согласии с определёнными правилами, и зарисовками растений. Для создания таких рисунков он привлёк художников, среди которых были Якопо Лигоцци, Джованни Нери, Корнелио Швинд.
В 1575 году Альдрованди из-за спора, возникшего с другими профессорами по вопросам лечения пациентов методами народной медицины, был отстранён от должности. Благодаря ходатайству родных, обратившихся непосредственно к папе римскому Григорию XIII, только через пять лет Альдрованди был восстановлен в прежней должности.
Свою обширную коллекцию по ботанике и зоологии учёный завещал Сенату Болоньи. В 1657 году она была объединена с собранием маркиза Фердинандо Коспи; общий каталог был опубликован в 1677 году. До 1742 года собранное Альдрованди сохранялось в Palazzo Pubblico, затем в Palazzo Poggi, но со временем в XIX веке коллекция была разделена и передана в различные библиотеки и учреждения. Только в 1907 году значительная часть коллекции была вновь объединена и отдана на хранение в Palazzo Poggi в Болонье, где в честь 400-летия со дня смерти Альдрованди была представлена на выставке в 2005 году.
Альдрованди является автором нескольких сотен книг и статей, при этом лишь немногие из них были опубликованы при жизни учёного.

## Труды
- Antidotarii Bononiensis, siue de vsitata ratione componendorum, miscendorumque medicamentorum, epitome, Болонья, 1574.
- Ornithologiae hoc est De auibus historiae libri XII., Болонья, 1599. Изд. 1637 года
- Ornithologiae tomus alter cum indice copiosissimo, Болонья, 1600. Изд. 1637 года
- De animalibus insectis libri septem, cum singulorum iconibus ad viuum expressis, Болонья, 1602. Изд. 1637 года
- Ornithologiae tomus tertius, ac postremus, Болонья, 1603. Изд. 1637 года
- De reliquis animalibus exanguibus libri quatuor, Болонья, 1606.
- De piscibus libri 5. et De cetis lib. vnus. Ioannes Cornelius Vteruerius … collegit. Hieronymus Tamburinus in lucem edidit … Cum indice copiosissimo, Болонья, 1613.
- Quadrupedum omnium bisulcorum historia. Ioannes Cornelius Vteruerius Belga colligere incaepit. Thomas Dempsterus Baro a Muresk Scotus i.c. perfecte absoluit. Hieronymus Tamburinus in lucem edidit … Cum indice copiosissimo, Болонья, 1621.
- Serpentum, et draconum historiae libri duo Bartholomaeus Ambrosinus, Болонья, 1640. — «История змей и драконов»
- Monstrorum historia cum Paralipomenis historiae omnium animalium. Bartholomaeus Ambrosinus … labore, et studio volumen composuit. Marcus Antonius Bernia in lucem edidit. Proprijs sumptibus … cum indice copiosissimo, Болонья, 1642. — «История чудовищ»
- Musaeum metallicum in libros 4 distributum Bartholomaeus Ambrosinus … labore, et studio composuit cum indice copiosissimo, Болонья, 1648.
- Dendrologiae naturalis scilicet arborum historiae libri duo sylua glandaria, acinosumq. pomarium vbi eruditiones omnium generum vna cum botanicis doctrinis ingenia quaecunque non parum iuuant, et oblectant, Болонья, 1667.

## Названы в честь Альдрованди
- Род растений Альдрованда (Aldrovanda L.) из семейства Росянковые.
- Горный хребет на поверхности Луны протяжённостью около 136 км.
- Имя учёного присвоено Муниципальному Ботаническому саду в итальянском городе Сан-Джованни-ин-Персичето.